# Élections législatives de 2017 à Saint-Pierre-et-Miquelon
Les élections législatives françaises de 2017 se déroulent les 10 et 17 juin. Dans la collectivité d'outre-mer de Saint-Pierre-et-Miquelon, un député est à élire dans le cadre d'une circonscription unique.

## Élus
| Circonscription | Député sortant                                  | Parti | Parti | Député élu ou réélu | Parti | Parti |
| --------------- | ----------------------------------------------- | ----- | ----- | ------------------- | ----- | ----- |
| 1re             | Stéphane Claireaux suppléant de Annick Girardin |       | CSA   | Annick Girardin     |       | CSA   |

## Résultats
Député sortant : Stéphane Claireaux (Parti radical de gauche).
|                                                                                 |                                                    |                           |                           |                          |                          |
|                                                                                 |                                                    | Premier tour 10 juin 2017 | Premier tour 10 juin 2017 | Second tour 17 juin 2017 | Second tour 17 juin 2017 |
|                                                                                 |                                                    |                           |                           |                          |                          |
|                                                                                 |                                                    | Nombre                    | % des inscrits            | Nombre                   | % des inscrits           |
| Inscrits                                                                        | Inscrits                                           | 4 974                     | 100,00                    | 4 974                    | 100,00                   |
| Abstentions                                                                     | Abstentions                                        | 2 017                     | 40,55                     | 1 226                    | 24,65                    |
| Votants                                                                         | Votants                                            | 2 957                     | 59,45                     | 3 748                    | 75,35                    |
|                                                                                 |                                                    |                           | % des votants             |                          | % des votants            |
| Bulletins blancs                                                                | Bulletins blancs                                   | 30                        | 1,01                      | 62                       | 1,65                     |
| Bulletins nuls                                                                  | Bulletins nuls                                     | 20                        | 0,68                      | 50                       | 1,33                     |
| Suffrages exprimés                                                              | Suffrages exprimés                                 | 2 907                     | 98,31                     | 3 636                    | 97,01                    |
|                                                                                 |                                                    |                           |                           |                          |                          |
| Candidat Étiquette politique (partis et alliances)                              | Candidat Étiquette politique (partis et alliances) | Voix                      | % des exprimés            | Voix                     | % des exprimés           |
|                                                                                 |                                                    |                           |                           |                          |                          |
|                                                                                 | Annick Girardin Cap sur l'avenir                   | 1 209                     | 41,59                     | 1 886                    | 51,87                    |
|                                                                                 | Stéphane Lenormand Archipel demain                 | 1 209                     | 41,59                     | 1 750                    | 48,13                    |
|                                                                                 | Denis Vigneau-Dugué Divers droite                  | 314                       | 10,80                     |                          |                          |
|                                                                                 | Robert Langlois La France insoumise                | 146                       | 5,02                      |                          |                          |
|                                                                                 | Roger Rode Front national                          | 29                        | 1,00                      |                          |                          |
| Source : Ministère de l'Intérieur - Circonscription de Saint-Pierre-et-Miquelon |                                                    |                           |                           |                          |                          |